# Villásfarkú sarlósfecske
A villásfarkú sarlósfecske (Tachornis squamata) a madarak (Aves) osztályának sarlósfecske-alakúak (Apodiformes) rendjébe, ezen belül a  sarlósfecskefélék (Apodidae) családjába tartozó faj.

## Rendszerezése
A fajt John Cassin amerikai ornitológus írta le 1853-ban, a Cypselus nembe Cypselus squamatus néven.

## Alfajai
- Tachornis squamata semota (Riley, 1933)
- Tachornis squamata squamata (Cassin, 1853)[2]

## Előfordulása
Dél-Amerikában, Bolívia, Brazília, Ecuador, Francia Guyana, Guyana, Kolumbia, Peru, Suriname, Trinidad és Tobago, valamint Venezuela területén honos. 
Természetes élőhelyei szubtrópusi és trópusi síkvidéki esőerdők, lombhullató erdők és  szezonálisan nedves gyep, valamint másodlagos erdők és városi régiók. Állandó, nem vonuló faj.

## Megjelenése
Testhossza 13 centiméter, testtömege 9,5–12 gramm. Hosszú villás farka van.

## Természetvédelmi helyzete
Az elterjedési területe rendkívül nagy, egyedszáma pedig stabil. A Természetvédelmi Világszövetség Vörös listáján nem fenyegetett fajként szerepel.